# Space Rider
Space Rider (en anglais : Space Reusable Integrated Demonstrator for Europe Return) est une mini-navette spatiale (2,4 tonnes) automatisée en cours de tests à l'Agence spatiale européenne. Cet engin spatial qui utilise les travaux du corps portant expérimental IXV, devrait effectuer un premier vol en 2027. Cette navette est conçue pour permettre de réaliser dans l'espace sur une durée de quelques mois des expériences en micropesanteur, sur les matériaux et tester en vol de nouvelles technologies tout en ayant la capacité de ramener les résultats de ces expériences au sol.

## Caractéristiques techniques

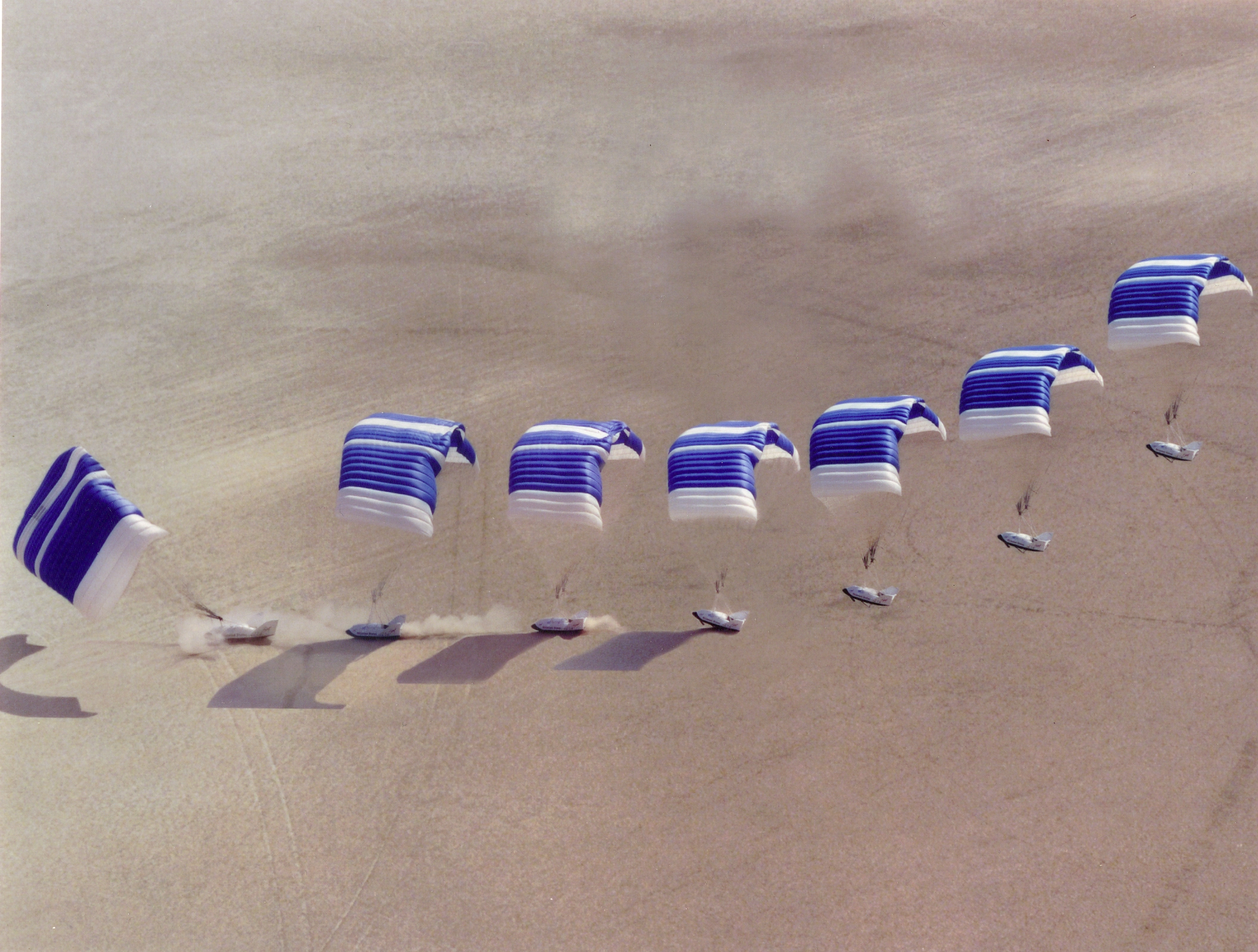
L'atterrissage du Space Rider avec un parapente est similaire à celui du NASA X-38.

Le Space Rider est composé de deux parties : un corps portant dépourvu d'ailes réutilisable, et d'un module de service dérivé du quatrième étage AVUM+, muni du AVUM Life Extension Kit (ALEK), dépensé à chaque vol. L'engin spatial, qui a une masse de 2,4 tonnes au lancement, est mis en orbite par le lanceur léger Vega-C. 

### Module de service
Il peut transporter dans sa soute jusqu'à 600 kg de charge utile. 
Il est stabilisé 3 axes et permet au Space Rider de manœuvrer en orbite où il peut séjourner jusqu'à trois mois. L'énergie est fournie par les panneaux solaires déployable du module ALEK, conçus par Leonardo, qui produisent entre 150 et 400 watts pour la charge utile, largués avant la rentrée atmosphérique.

### Module de rentrée
Pour survivre à la rentrée atmosphérique, le module de service est muni d'un bouclier thermique en fibres de céramique renforcées qui protège le véhicule de températures allant jusqu'à 1650°C. Il est composé de plusieurs parties dont la plus grande est celle couvrant le nez, de 1,3 mètre de diamètre, 40 kilogrammes et ne se déformant pas de plus d'un millimètre. Pour ce faire, le bouclier thermique sont réalisés en ISiComp, un matériau développé par le Centre Italien de Recherches Aérospatiales (CIRA) et Petroceramics. Deux volets, en ISiComp également, de 10 kg chacun fixés dans le prolongement du fuselage à l'arrière subissent des forces allant jusqu'à 1200 kg afin de contrôler la navette. À la fin de la rentrée, lorsque la vitesse de la navette est inférieure à Mach 1, un parachute de freinage est déployé ; à 5 kilomètres d'altitude ensuite un autre parachute déploie un parapente de 27 mètres par 10 qui permet au Space Rider d'atterrir sur patins avec une précision de 150 mètres. 
Il peut être réutilisé au moins 6 fois et le temps de remise en état entre deux vols est d'environ 6 mois.

## Historique du projet

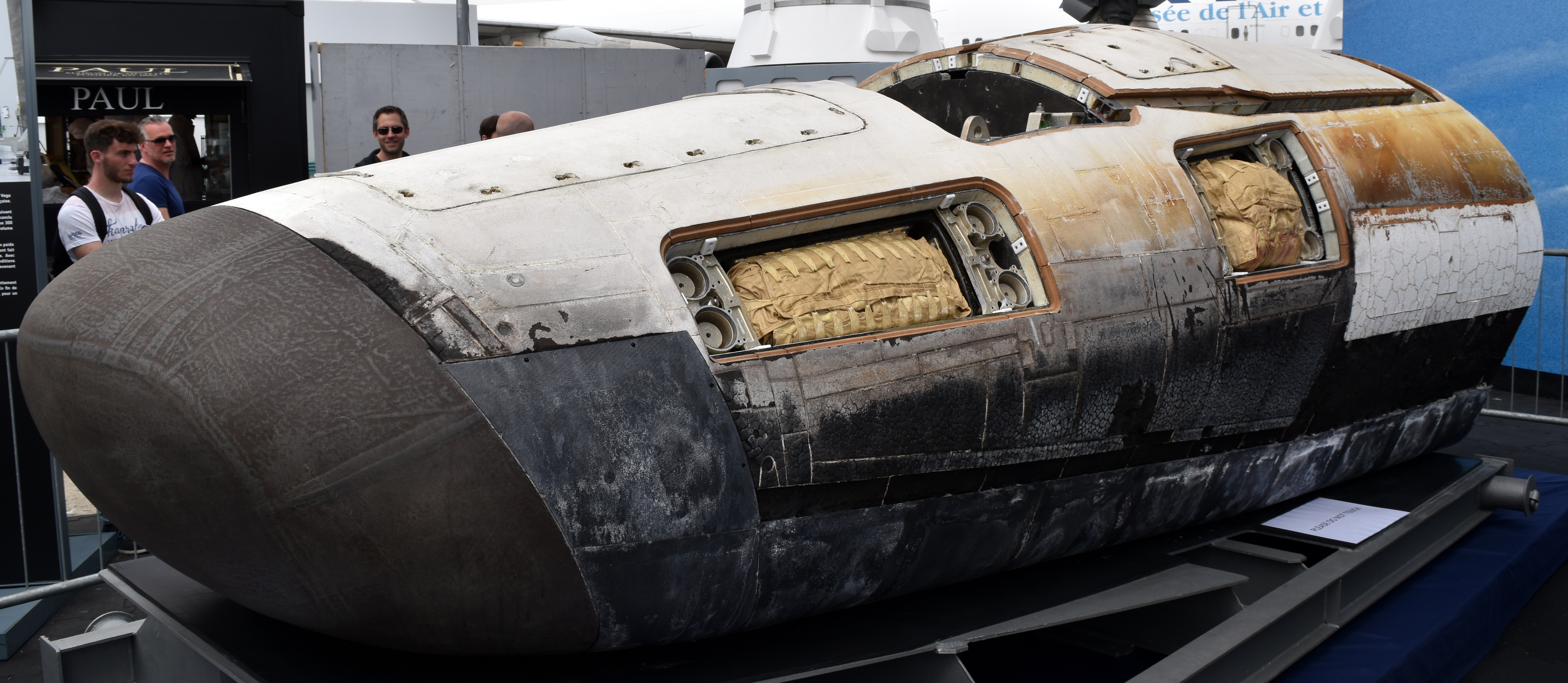
Démonstrateur du corps portant IXV exposé après son vol de février 2015 au Salon du Bourget 2015.

Le développement Space Rider est proposé à la suite du vol suborbital réussi du corps portant expérimental IXV de l'Agence spatiale européenne (février 2015),. L'Agence spatiale européenne a décidé fin novembre 2017 de financer une première phase d'étude de 36,7 M € qui doit déboucher sur une prise de décision fin 2019 dans le cadre d'une revue critique de définition. Le projet est financé principalement par l'Italie. À la suite de la conférence ministérielle de l'ESA à Séville en novembre 2019, la France apporte une contribution à hauteur de 3 millions d'euros.
Le programme a franchi une nouvelle étape en décembre 2020 avec la signature du contrat de développement entre l'Agence spatiale européenne et les industriels Thales Alenia Space (TAS) et Avio. Dans le cadre de ce contrat de 167 millions d'euros, TAS est responsable du développement du module de rentrée atmosphérique et Avio est chargé du système de propulsion et du module de service largable.
En novembre 2024, l'ESA et l'agence spatiale portugaise ont annoncé que la navette du premier vol se posera sur l'île Santa Maria des Açores.

## Développement
Le 20 juin 2023, le projet entre en phase de qualification et production.

### Module de service
Le 10 avril 2025, l'ESA annonce que le module ALEK, produit par Beyond Gravity, a passé avec succès les tests acoustiques, de vibration et de réponse aux chocs à l'ESTEC aux Pays-Bas. Il a depuis été renvoyé à Colloferro (Italie), où les éléments de vol vont lui être ajoutés. La prochaine étape pour le développement du module de service est la qualification de l'avionique, qui aura lieu à Colloferro.

### Module de rentrée
Le 5 août 2024, l'ESA annonce avoir réalisé un lâcher d'un simulateur de 3000 kg avec répartition de masse semblable au module de rentrée à 3,5 km d'altitude en Sardaigne à Salto di Quirra. Le parapente de 27 mètres par 10 a permis une descente douce et un contact avec le sol à 12 km/h. Le vol était contrôlé depuis le sol.
Au printemps 2025, une deuxième campagne de tests a lieu toujours en Sardaigne à Salto di Quirra avec cependant 6 mois de retard. Trois lâchers d'un simulateur de même masse et moment d'inertie ont validé la séquence de déploiement des parachutes puis du parapente et la capacité de la navette à atterrir dans un zone prédéfinie grâce aux algorithmes de vol qu'utilisera le Space Rider. Les vols étaient donc cette fois automatiques. Les lâchers étaient effectués à une altitude de 1 à 2.5 kilomètres, par un hélicoptère CH-47 de l'armée de l'air italienne. Le simulateur, une palette métallique lestée par du béton sur laquelle était montée l'avionique, des bidons pour relâcher les parachutes et deux treuils pour contrôler le parafoil, a volé un maximum de 12 minutes avec une vitesse verticale de 4 m/s, pour une vitesse d'atterrissage de 2 m/s.
Pendant le second semestre 2025, l'ESA effectuera des lâchers avec un prototype à l'échelle 1/1 de même forme, avec patins, pour vérifier sa stabilité après atterrissage. Enfin, une dernière campagne de tests, toujours en Sardaigne mais sur une nouvelle piste d'atterrissage de Salto di Quirra, explorera les pires scénarios d'atterrissage afin de vérifier que les charges utiles n'en souffriraient pas.
Début octobre 2024, le centre italien de recherche aérospatiale (CIRA) a annoncé avoir testé avec succès les patins d’atterrissage, en attendant un dernier test en 2025, montés sur la navette.
Le 20 février 2025, le CIRA a annoncé avoir qualifié les ailerons de la navette pour le vol, après des tests thermiques, permettant de démarrer la production. Le 9 juillet 2025, le CIRA annonce avoir qualifié au terme d'une campagne de tests structurels de vibrations simulant un lancement le nez de la navette, conçu de la même céramique, en Campanie (Italie),. Le CIRA annonce alors procéder à la fabrication du premier exemplaire de vol de nez de la navette.

## Vols opérationnels
Le premier vol du Space Rider est prévu pour 2027, au sommet d'une Vega C+, comportant un P160C comme premier étage. En janvier 2025, 16 charges utiles étaient prévues pour ce vol, commerciales et institutionnelles, avec des missions de recherche et développement, des expériences de physique et biologie en microgravité, d'observation de la Terre et de l'espace et de vol de proximité.